# Callitris columellaris
Callitris columellaris es una especie de árbol de las coníferas en la familia Cupressaceae (familia de los cipreses), nativo de la mayor parte de Australia. Los nombres comunes incluyen pino-ciprés blanco (white cypress-pine), pino-ciprés Murray (Murray River cypress-pine) , y pino ciprés del norte (Northern cypress-pine).

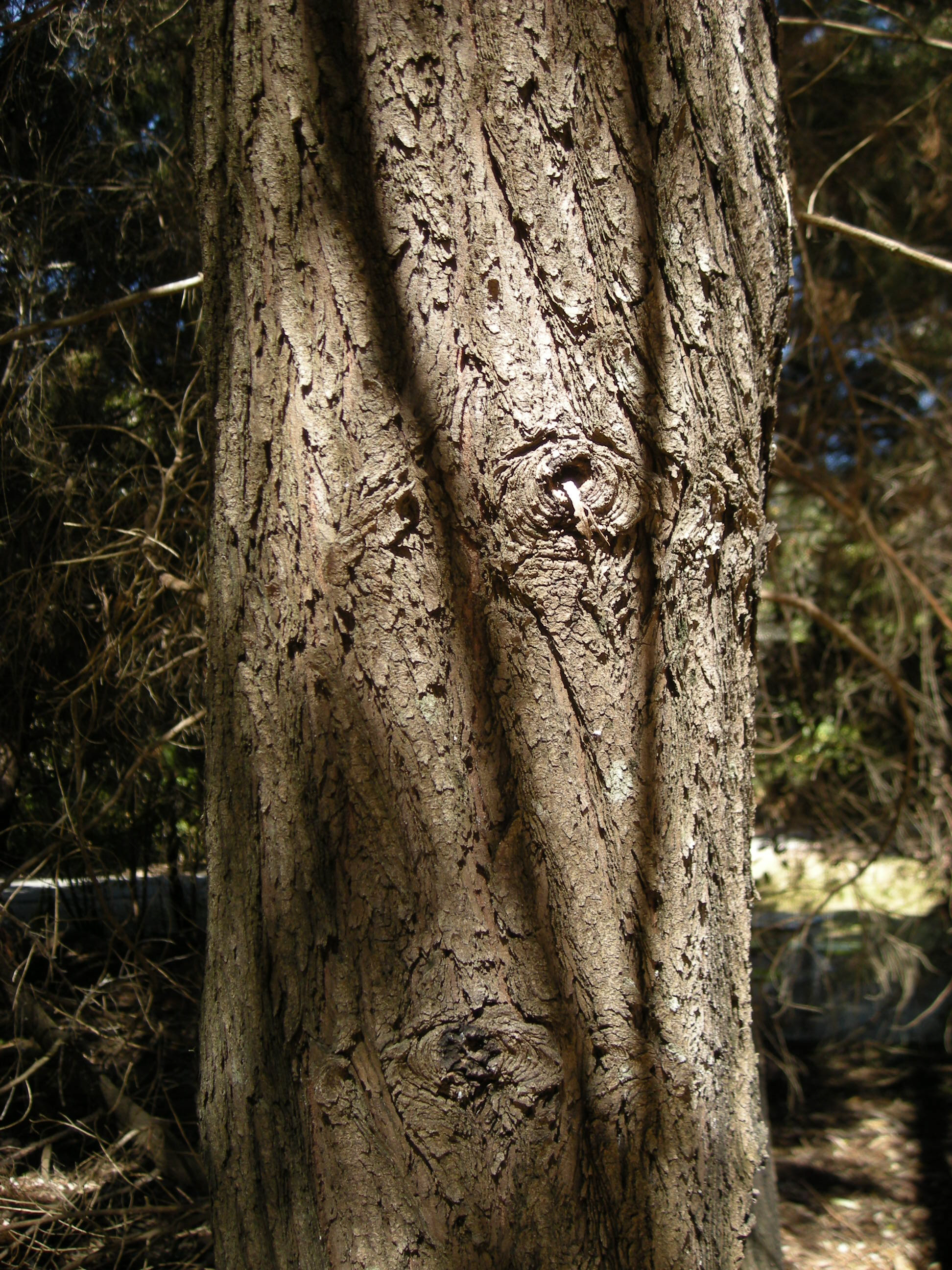
Corteza de C. columellaris

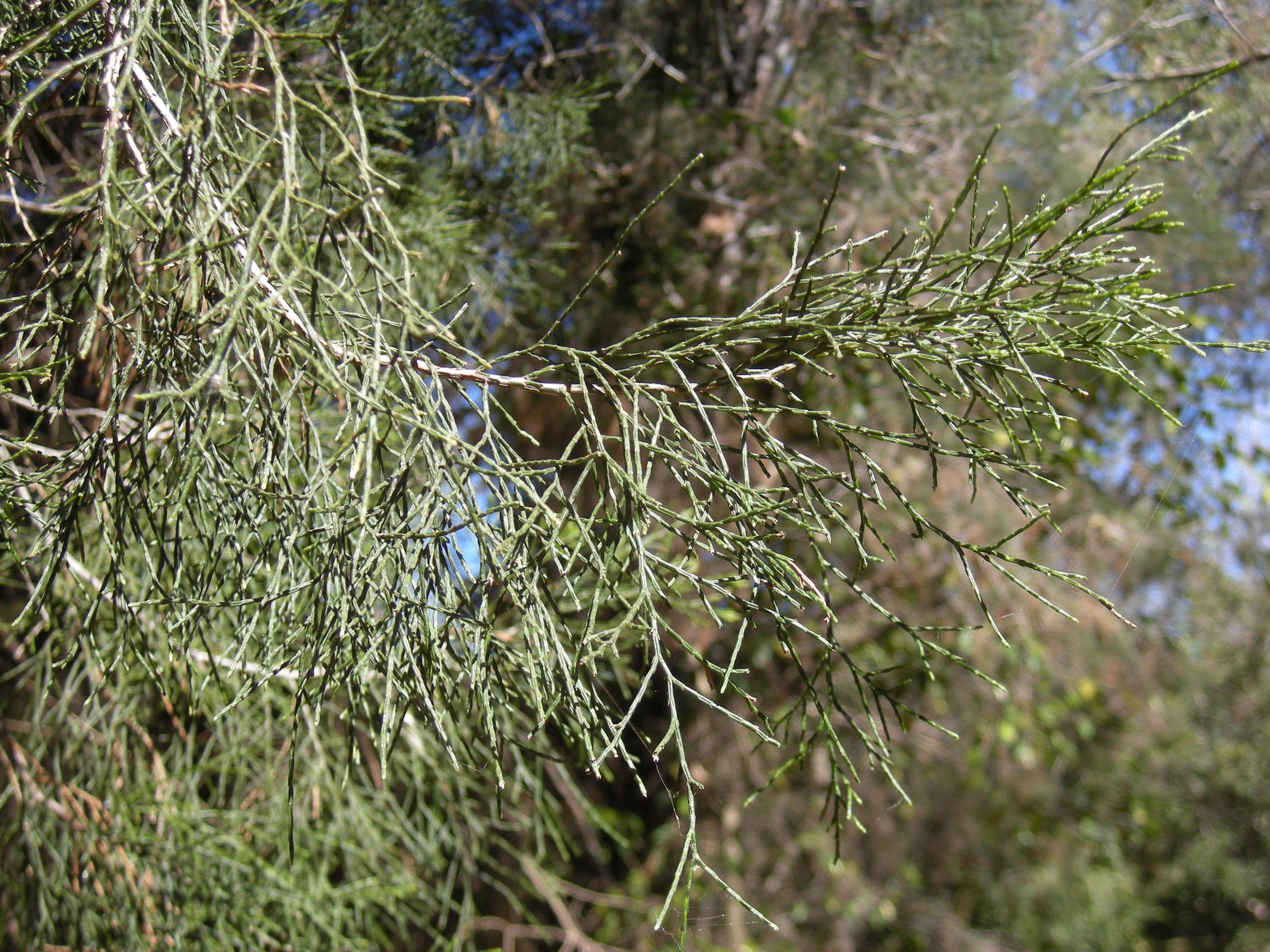
Follaje de C. columellaris

## Descripción
Es un árbol perennifolio,  de 4–12 m (raramente 20 m) de alto, con un tronco de hasta 50 cm de diámetro. Las hojas son muy parecidas a escamas, 2-6 mm de largo  0.5 mm de ancho, dispuestas en espirales decusados de tres en yemas muy delgadas de 0.7-1 mm de diámetro. Los conos son globosos, 1-2 cm de diámetro, con seis escamas triangulares, las cuales se abren en la madurez para liberar las semillas.
Algunos autores  la dividen en tres subespecies (u ocasionalmente como variedades), basados en gran parte en el color del follaje, con plantas verdes predominando en la costa este de Australia, y árboles glaucos (blancuzcos) en el interior, y en cuanto al tamaño del cono, con conos más pequeños en promedio marginalmente en áreas tropicales (al norte de 22°S). Sin embargo, otros (ej. Blake 1959, Farjon 2005) señalan que el color del follaje y el tamaño del cono son muy variables, aun de árbol a árbol en poblaciones locales, y mantienen que es imposible distinguir tres taxones dentro de la especie. Cuando se le divide en tres especies, los siguientes nombres aplican:
- Callitris columellaris F.Muell. sensu stricto – la costa del noreste de Nueva Gales del Sur, sureste de Queensland.
- Callitris glaucophylla Joy Thomps. & L.A.S.Johnson (syn. C. columellaris var. campestris Silba; C. glauca nom. inval.; C. hugelii nom. inval.) – en toda la mitad sur de Australia.
- Callitris intratropica R.T.Baker & H.G.Smith (syn. C. columellaris var. intratropica Silba) – norte de Queensland, norte del Territorio del norte, norte de  Australia Occidental.

## Taxonomía
Callitris columellaris fue descrita por Ferdinand von Mueller y publicado en Fragmenta Phytographiæ Australiæ 5: 198. 1866.
Etimología
Callitris: nombre genérico que deriva de las palabras griegas: 
kallos que significa "hermosa" y treis = "tres""; a causa de la disposición simétrica de las hojas.
columellaris: epíteto latíno que significa "en forma de columna".
Sinonimia
- Callitris arenosa A.Cunn. ex R.T.Baker & H.G.Sm.
- Callitris glauca R.Br. ex R.T.Baker & H.G.Sm.
- Callitris glaucophylla J.Thomps. & L.A.S.Johnson
- Callitris hugelii (Carrière) Franco
- Callitris intermedia R.T.Baker & H.G.Sm.
- Callitris intratropica R.T.Baker & H.G.Sm.
- Callitris robusta var. intratropica (R.T.Baker & H.G.Sm.) Ewart & O.B.Davies
- Callitris robusta var. microcarpa (Benth.) F.M.Bailey
- Frenela columellaris (F.Muell.) Parl.
- Frenela hugelii Carrière
- Frenela moorei Parl.
- Frenela robusta A. Cunn. ex Mirb.
- Frenela robusta var. microcarpa Benth.
- Frenela verrucosa var. laevis C.Moore
- Octoclinis backhousei W.Hill
- Widdringtonia equisetiformis Mast.[6]

## Bibliograría
- Blake, S. T. (1959). New or noteworthy plants, chiefly from Queensland. Proc. Roy. Soc. Queensland 70 (6): 33-46.
- Farjon, A. (2005). Monograph of Cupressaceae and Sciadopitys, pp. 507-513. Royal Botanic Gardens, Kew. ISBN 1-84246-068-4.
- Thompson, J. & Johnson, L. A. S. (1986). Callitris glaucophylla, Australia's 'White Cypress Pine' – a new name for an old species. Telopea 2 (6): 731-736.